# Karlino (gmina)
Karlino est une gmina mixte du powiat de Białogard, Poméranie-Occidentale, dans le nord-ouest de la Pologne. Son siège est la ville de Karlino, qui se situe environ 9 km au nord-ouest de Białogard et 110 km au nord-est de la capitale régionale Szczecin.
La gmina couvre une superficie de 141,02 km2 pour une population de 9 255 habitants en 2016.

## Géographie

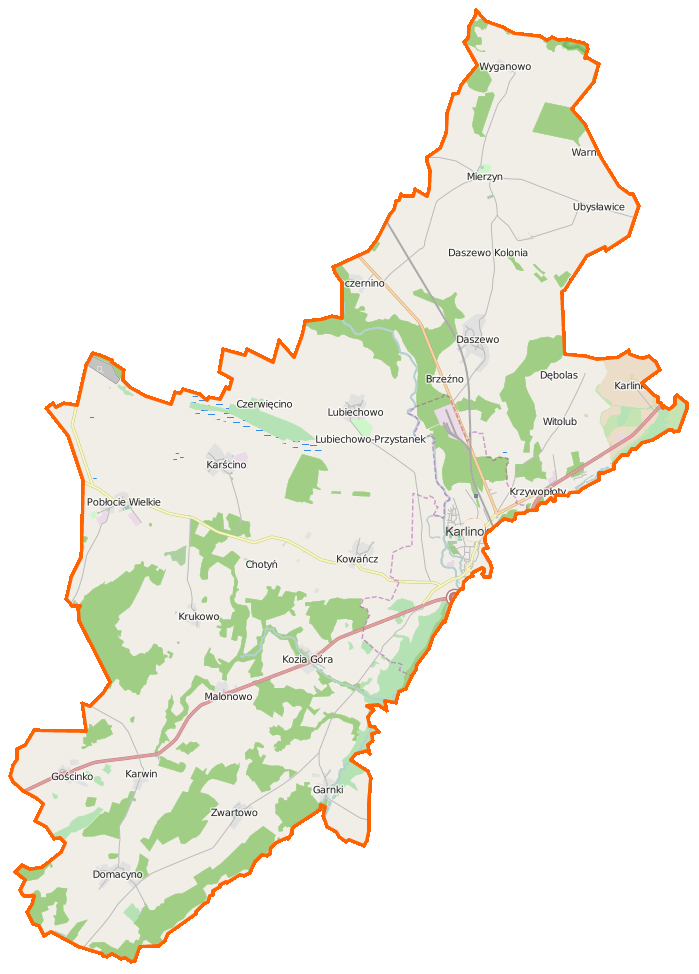
Carte de la gmina de Karlino.

Outre la ville de Karlino, la gmina inclut les villages de Brzeźno, Chotyń, Czerwięcino, Daszewo, Dębolas, Domacyno, Garnki, Gościnko, Karlinko, Karścino, Karwin, Kowańcz, Krzywopłoty, Lubiechowo, Lubiechowo-Przystanek, Malonowo, Mierzyn, Mierzynek, Pobłocie Wielkie, Ubysławice, Wietszyno, Witolub, Wyganów et Zwartowo.
La gmina borde les gminy de Będzino, Białogard, Biesiekierz, Dygowo, Gościno et Sławoborze.